# Хасан и Ибрахим Игнатови
Хасан и Ибрахим Игнатови (род. 15 декември 2003 г. в Шумен, България) са български пианисти.
Носители са на десетки награди от родни и чуждестранни конкурси. Представят България на дванадесетото издание на детския песенен конкурс „Евровизия“ в Малта заедно с Крисия Тодорова, като песента им се класира на второ място. На 11-годишна възраст издават първия си самостоятелен сборник от авторски творби.
Хасан и Ибрахим са носители на Почетния Знак на Президента на Р. България Росен Плевнелиев, също така и наградата ,,Достоен Българин". Освен това са почетни граждани и носители на Златната Значка на гр. Шумен.

## Биография
Близнаците Хасан и Ибрахим са родени в семейство на музиканти. Те имат 2 по-големи сестри близначки – Мерлин Игнатова и Нермин Игнатова, родени през 1997 г. На 5-годишна възраст близнаците получават първите си музикални напътствия от баща си Денис Игнатов и професионално започват да се занимават с пиано от 21 септември 2011 г. с музикалния педагог Маринела Маринова, а понастощем са студенти в Маастрихтската Консерватория при проф. Йерун Римсдейк и проф. Йоуп Селис.
Момчетата, освен че са пианисти, са и композитори и музикални аранжори. Досега имат издадени общо 3 сборници със собствени произведения.

## Ранен живот
Двамата се интересуват от класическата музика, от произведения на известни европейски и световни композитори като Панчо Владигеров, Шопен, Бах, Рахманинов, Лист, Бетовен, Моцарт и др. Голямата им мечта е да станат световноизвестни концертиращи пианисти и диригенти и да прославят България на международните и световни музикални подиуми.

## Кариера
Младите пианисти Хасан и Ибрахим имат богата концертна дейност, участия в различни телевизионни предавания, както в България, така и в чужбина – САЩ, Великобритания, Германия, Австрия, Франция, Нидерландия, Малта, Полша, Русия, България, Турция, ОАЕ, Северна Македония и др. 
За кратката музикална кариера, виртуозите на пианото Хасан и Ибрахим Игнатови като индивидуални изпълнители и клавирно дуо са печелили много престижни национални и международни конкурси като на 9-ия Международен конкурс „Франц Шуберт“, 7-ия Международен конкурс за пианисти „Лист-Барток-Лигети, 4-ти Национален конкурс „Димитър Ненов“, „Международен конкурс за немска и австрийска музика, Национален конкурс „Панчо Владигеров“, 10-и Международен конкурс „Млади виртуози“, Международен клавирен конкурс „VIVAPIANO“ 2014, 2-ри Международен конкурс за млади пианисти „Андрей Стоянов“, 24-ти Национален конкурс за певци и инструменталисти „Светослав Обретенов“, 9-и Международен конкурс за пианисти „Pera Piyano“ (Истанбул, Турция), Международен конкурс млади музиканти „Ohrid Pearls“, 12-и Международен Ротари музикален конкурс (Москва, Русия) и много други.
На 9 години участват в Международния музикален фестивал „Варненско лято“ 2013 г. На 10-годишна възраст участват в 6-та Церемонията по награждаване на „Успелите деца на България“ на Фондация „Димитър Бербатов“ в предаването „Шоуто на Слави“, където са забелязани и избрани да участват в „Детска Евровизия“ 2014, за да представят България с Крисия Тодорова. През лятото на 2014 г. Хасан и Ибрахим участват в майсторския клас на проф. Мария Принц (Австрия), по-късно през септември изнасят първия си концерт в родния им град с Държавен симфоничен оркестър, Шумен. През есента на 2014 г. имат концерт във Виена с подкрепата на Българския културен институт „Дом Витгенщайн“ и също така участват в Концерта на лауреатите.

## Евровизия
На 25 юли 2014 година Слави Трифонов обявява в шоуто си, че са получили предложение от Българската национална телевизия, Крисия Тодорова да представи България на детската „Евровизия“ заедно с Хасан и Ибрахим. Тримата трябва да изпълнят авторска песен на Крисия на български език, каквато екипът на Шоуто изготвя успешно 2 месеца по-късно. Песента носи името „Планетата на децата“. Музиката е записана от Плевенската филхармония и Евгени Димитров, а текстът е написан от Крисия и Ивайло Вълчев
На 9 ноември 2014 година екип от 10 души, бащата на близнаците, майката и вокалният педагог на Крисия Свилена Дечева, репортери от двете телевизии, а по-късно и Евгени Димитров, заминават за Валета. Крисия, Хасан и Ибрахим се представят под номер 2 и завоюват второ място със 147 точки

## След Евровизия
В деня на завръщането си от „Евровизия“ малките таланти са специални гости на „Гласът на България“, където изпълняват песента „Моя страна, моя България“. Звездното трио гостува на държавния глава на „Дондуков“ 2. Росен Плевнелиев кани Крисия, Хасан и Ибрахим Игнатови да участват в концерта „Българската коледа“, който традиционно се провежда в Народния театър. Гостуват в Народното събрание, където депутатите в залата ги аплодират на крака и председателят на парламента Цецка Цачева ги поздравява за огромния успех на „Евровизия“
Близнаците Хасан и Ибрахим Игнатови бяха посрещнати като герои и в родния си град Шумен от кмета на града Красимир Костов, училището им и др. На специална церемония виртуозните пианисти получават „Златна значка“ на Шумен.
Малките пианисти изнасят концерти в Москва, Ню Йорк, Виена, София, Добрич, Димитровград, Плевен, Варна, Пловдив, Сливен, Пазарджик, Разград.
Крисия, Хасан и Ибрахим са определени за „Събитието на 2014-а“ по БНТ, а в първите дни на Новата 2015 година разбират, че са докарали детска „Евровизия“ 2015 в България след отказа на Италия.
Последват и първите места и „Гран при“ за клавирното им дуо в XI Национален детско-юношески конкурс за музикално изкуство „Орфеева дарба“ 2015 г. След предварително изпращане на записи от виртуозните изпълнения на Хасан и Ибрахим, Международният конкурс „American Protègè“ (Ню Йорк, САЩ) ги отличава с 2 първи награди като солови изпълнители и втора награда за клавирното дуо сред 640 участници от цял свят. Последва покана от Международния конкурс „American Protege“ за участие в концерта на победителите в едноименната, световноизвестна зала Карнеги Хол в Ню Йорк, САЩ.
Малките виртуози на пианото Хасан и Ибрахим продължават концертите си със Софийската Филхармония, откриват ,,Международните детско-юношески хорови празници „Добри Войников“ 2015 г.". Последват първи награди от ,,IV Международен конкурс за пианисти-непрофесионалисти „VIVAPIANO 2015" “. Получават наградата „Достоен българин“ на вестник „24 часа“, почетна грамота за талантливо творческо развитие от Министерство на културата на Република България по случай 24 май ,,Денят на българската просвета и култура, и на славянската писменост", награда на „BG Radio“ за най-добър песенен клип заедно с Крисия Тодорова.
На специална церемония в курортен комплекс „Златни пясъци“ получават почетен дилпом от НАСО (Нацонален алианс за социална отговорност) за изключителни постижения в областта на изкуството и културата и принос за социалното и европейско развитие на България.
След стъпване на американска земя Хасан и Ибрахим изнасят редица концерти в българските училища на Ню Йорк „Христо Ботев“ и „Гергана“, Генералното консулство на България в Ню Йорк. Сред поредицата от концерти в града, който не „спи“, е участието им в концерта на победителите на Международния конкурс „American Protege“, който се състоя в зала „Карнеги Хол“.
На 25 септември 2015 г. Хасан и Ибрахим участват в мега концерта на Слави Трифонов и Ку-Ку бенд на Националния стадион „Васил Левски“ пред над 70 000 души.
На 13-о издание на Детската евровизия Хасан и Ибрахим, заедно с Крисия, участват на церемонията по откриване на конкурса като победители, а на самата вечер на финала, изпълниха песента „Планетата на децата“ в нов вариант с детския хор на БНР.
Успехите на Хасан и Ибрахим продължават и през 2016 година, като Хасан се класира втори на 24-тото издание на престижния „Международен пиано конкурс за деца и юноши „Фредерик Шопен“ в Шафарния, Полша, където се състезават участници от цял свят – САЩ, Русия, Украйна, Полша, Испания, Корейска народнодемокртична република, Южна Корея, Молдова, Германия, Беларус и др. Заради дългогодишната си съвместна работа близнаците обичат да казват, че успехите им са общи, така че и Ибрахим се окичва с гордостта да е втори в света.
Талантът на младите виртуози на пианото не остава незабелязан след представянето им в Карнеги Хол, САЩ, и получават покана от артистичния и изпълнителен директор на ,,Световния пиано фестивал за млади музиканти 2016" в американския град Минеаполис, щата Минесота. Фестивалът се провежда всяка година, избирателно се поканват от целия свят млади таланти с доказани качества.

В края на 2016 г. се представя новата песен на Слави Трифонов заедно с Крисия, Хасан и Ибрахим ,,Вярвам в Чудеса".
През 2017 г. са носители на Специалната награда за композиране от Международния конкурс „Музиката и Земята“ 2017.
Хасан печели първа, а Ибрахим – втора награда във II възрастова група на ,,Първия международен конкурс за пианисти и цигулари „Панчо Владигеров“ 2017 ", също така са и носители на Специалната награда за най-добро изпълнение на произведение от Панчо Владигеров. Не закъснява и специалното им участие в трите поредни концерта „Има такъв народ“ на Слави Трифонов и Ку-Ку бенд. През лятото на същата година са поканени да участват в световния музикален фестивал "Международен конкурс за пианисти „Лист – Барток – Кодай 2017“ в София, като Ибрахим печели 1-ва награда в 1-ва възрастова група, а Хасан - 1-ва награда във 2-ра възрастова група. Младите виртуози на пианото продължават активно концертната си дейност до края на годината, като участват и в юбилейния концерт на пианиста акад. Николай Стойков.
В началото на новата 2018 година са специални гост-изпълнители в промоцията на Факултета по Фармация към МУ-Варна. Във върхово ниво на подготовката си, виртуозите Хасан и Ибрахим Игнатови, стартират конкурсния сезон с първи призови места и Гранд при в конкурсите: „Музикални бисери“ – гр. Варна, ,,Международен конкурс „Музиката и Земята“ " – гр. София, ,,XIII Международен конкурс за млади изпълнители на класически музикални инструменти" – гр. Перник, ,,V Международен конкурс „Звукът на времето“ " – гр. В. Търново, ,,I Международен младежки фестивал „Славянски звън“ "– гр. Варна. През лятото на 2018 младите пианисти са поканени за пореден път от шоумена Слави Трифонов да участват в концерт-спектакъла в най-голямата зала на Европа в Лондон - The O2. На 13 юли 2018 г. те бяха специални гости на БНР.
През август 2018 г. емигрират от България в Берлин, Германия, тъй като са приети като „Младши студенти“ (Jungstudenten) в Hochschule für Musik „Hanns Eisler“. Те бяха в класа по пиано на проф. Биргита Воленвебер. След много кратко време от началото на обучението си в Германия, започват да изнасят множество концерти в Берлин.
През април 2019 г. издават втория си сборник със собствени композиции.
В края на април 2019 г. участваха в „Първия международен клавирен конкурс за млади пианисти „Карл Мария фон Вебер“ в Дрезден, Германия. Хасан печели 2-ра награда в III група (до 15 години), а Ибрахим – 1-ва награда в IV група, въпреки факта, че е само на 15 години и се състезава с пианисти до 22-годишна възраст. Много скоро след това, през май, те спечелиха 1-ва и 2-ра награда в III група на „Международния конкурс за пианисти Фредерик Шопен за деца и младежи“ в Шафарня, Полша – 2019 г. Също така бяха наградени със специалната награда на „Chopin Stichting Фондация в Нидерландия“ под формата на рецитал по време на „Шопеновия фестивал Гронинген 2019“ (26–27 октомври).

През юни, по време на „19-тия Мюнхенски пиано подиум за млади хора 2019“, те извоюваха 2 първи места и общо 11 специални награди:
-Награда ,,Пиано Фишер" (и двамата);
-Награда ,,Virtuoso 2019" (и двамата);
-Награда ,,Приятелите на художествените музейни събития, Трир" (и двамата);
-Награда ,,Фестивал ,,Шанс" " (и двамата);
-Награда ,,Юрий Грачев, Ню Йорк"; (и двамата)
-Награда на Младежкото жури (Ибрахим Игнатов);
След кратка лятна почивка близнаците се завърнаха с нов репертоар, фокусиран изцяло върху Фредерик Шопен. Те започнаха новата академична година с концерти в Гронинген и София. Бяха поканени като специални гости в Шоуто на Слави Трифонов „Порасналите деца на Шоуто“ на Бъдни вечер 2019 в 7/8 TV. В началото на 2020 г. Хасан и Ибрахим бяха поканени да участват като членове на онлайн журито на Евровизия 2020 в Eurojury - водещото телевизионно шоу на Eurovoix на Евровизия. На 8 октомври 2020 г. изнесоха концерт със Сливенска филхармония. След няколко дни участваха на откриването на „Мис Шумен 2020“.
През септември 2021 г. двамата спечелиха първи награди и Голямата награда на ,,24-ия Международен музикален конкурс „Надежди, таланти, майстори" " в Добрич, България. През октомври Хасан и Ибрахим Игнатови бяха поканени да представят България на EXPO2020 в Дубай, ОАЕ през 2021 г.
На 10 февруари 2022 г. близнаците изпълниха 5-ти клавирен концерт „Император“ на Бетовен и 2-ри клавирен концерт на Рахманинов с оркестъра на Държавна опера Бургас. След седмица бяха солисти на Симфониета Шумен.
От септември 2022 г. Хасан и Ибрахим са студенти по пиано в Conservatorium Maastricht. През ноември те се представиха като специални гости на „Вечер на добродетелите 2022“, организирана от „Фондация „За Нашите Деца“ ".
През март 2023 г. изнесоха поредица от концерти в Айндховен, Ситард и Маастрихт, Нидерландия. През април продължиха с първото си самостоятелно концертно турне „В името на музиката” в България в градовете Сливен, Ямбол, Бургас, Варна, Добрич, Нова Загора и Шумен.
Хасан и Ибрахим бяха сред поканените гости на фестивала "Les Pianos Folies 2023" през месец май. Бяха поканени като специални гости на Абитуриентския бал 2023 г. на помощник-фармацевтите в България. След година, изпълнена с концерти, Хасан и Ибрахим Игнатови завършиха с отличен успех първата си учебна година.
През ноември 2023 г. те участваха в „Международен клавирен конкурс „Les Etoiles du Piano““ и бяха наредени сред 10-те най-добри пианисти от 350 участници от цял свят. През същата година (2023) изнесоха второто си самостоятелно турне „Клавиртуозно” в България със съвсем различен репертоар в градовете Ямбол, Сливен, Шумен и Плевен.
Хасан и Ибрахим Игнатови издават своя 3-ти сборник със собствени композиции, специално композирани за симфоничен оркестър.
През месец март 2024 г., направиха своя дебют като ,,Jonge Helden" (Млади Герои) като специални гости в Podium Klassiek, Амстердам.